# Alberto Mario
(Dall'epitaffio per Alberto Mario scritto da Giosuè Carducci il 5 giugno 1883)
Alberto Mario (Lendinara, 4 giugno 1825 – Lendinara, 2 giugno 1883) è stato un patriota, politico e giornalista italiano.

## Biografia

La moglie Jessie White

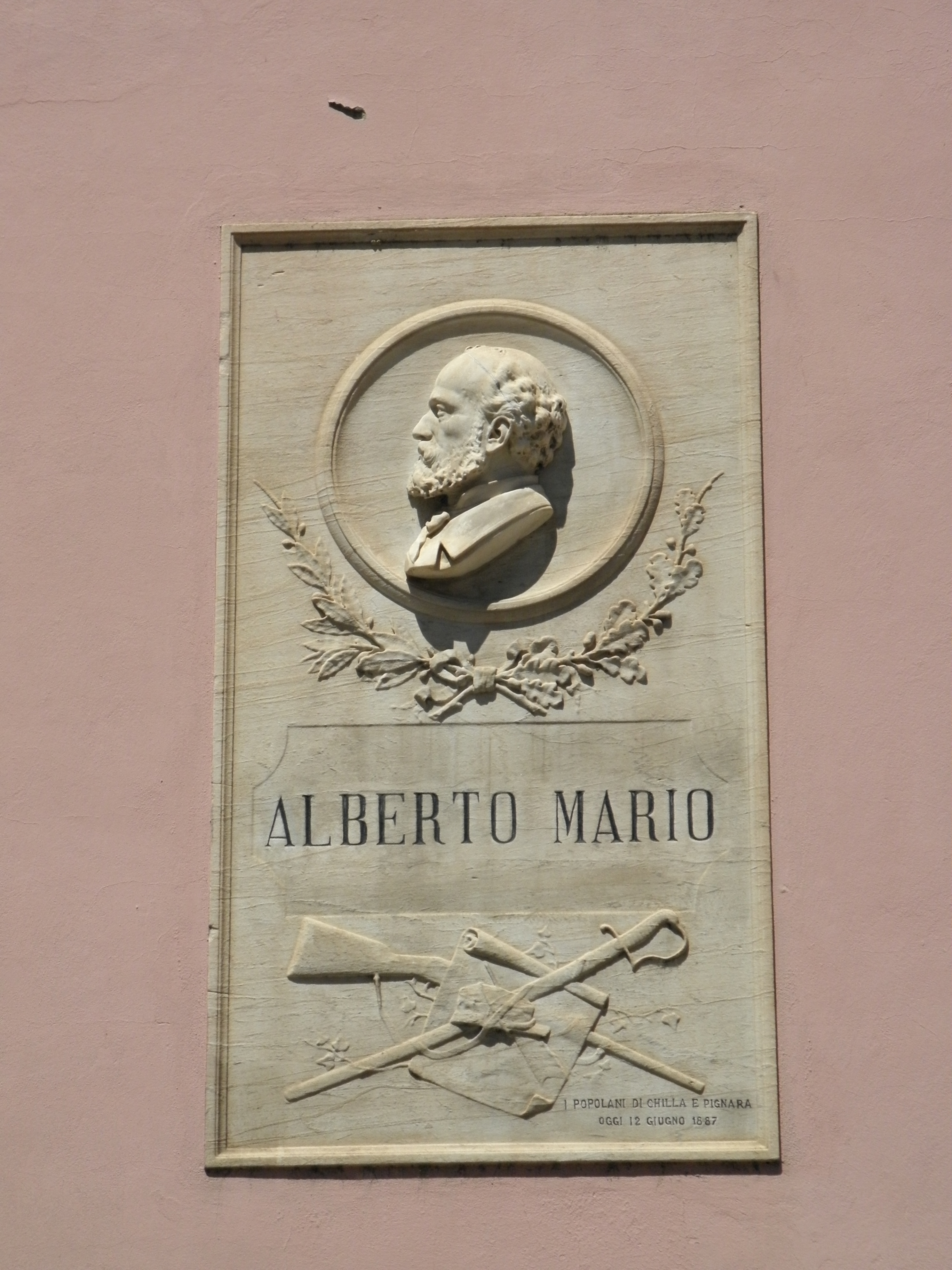
Adria, Lapide commemorativa dedicata ad Alberto Mario

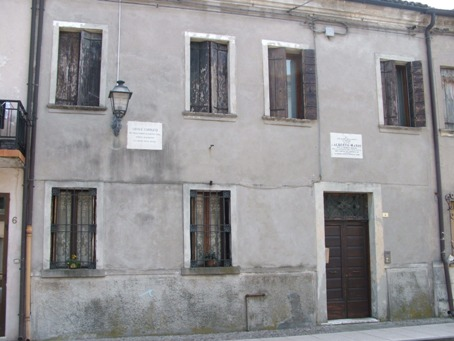
L'ultima residenza di Alberto Mario a Lendinara

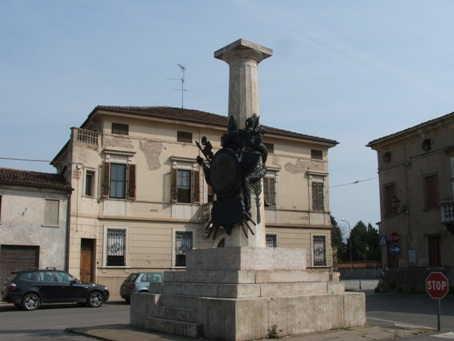
Monumento dedicato ad Alberto Mario a Lendinara

Erede di una nobile famiglia di origini ferraresi, nacque il 4 giugno 1825 a Lendinara (RO), in un grande edificio seicentesco nell'attuale via Cavour, ove oggi una targa lo ricorda. Visse una giovinezza gaia e spensierata. Frequentò le locali scuole dei Padri Cavanis dell'Ordine degli Scolopi e poi il seminario di Rovigo, ma lo studio gli era allora assai indigesto. Nel 1844 si iscrisse all'Università di Padova. Scelse prima matematica, poi legge, ma l'unica cosa che gli interessava era la Storia. L'8 febbraio 1848 partecipa attivamente alle manifestazioni, tanto da essere costretto a riparare a Bologna, dove si unisce agli studenti volontari aggregati alle truppe di Pio IX.
Combatte contro gli austriaci a Bassano del Grappa, Treviso e Vicenza. Dopo il fallimento della campagna, ripara a Milano dove conosce Giuseppe Garibaldi e Giuseppe Mazzini.
Negli anni che vanno dal 1849 al 1857, Mario soggiornò a lungo a Genova insieme agli altri patrioti in esilio. Dopo aver passato alcuni mesi nel carcere di Sant'Andrea a Genova per il fallimento dei progetti rivoluzionari, Mario si trasferì a Londra dove nel 1858 sposò Jessie White, giornalista corrispondente del London Daily News. Con la moglie intraprese una serie di viaggi che lo portarono anche negli Stati Uniti dove perorò la causa risorgimentale.
Tornato in Italia, dopo aver passato qualche giorno in prigione, fu espulso dal Regno di Sardegna e riparò a Lugano, dove si trovavano Mazzini e Carlo Cattaneo. Lì Mario assunse la direzione dell'organo mazziniano Pensiero ed azione. Mario, con la moglie, riuscì ad imbarcarsi per la Sicilia per raggiungere Garibaldi con la seconda spedizione capitanata da Medici.
Convinto federalista, Mario teorizzava la necessità di abbattere le "satrapie burocratiche" del centralismo italiano, allo scopo di realizzare una legislazione articolata, adatta a garantire l'autogoverno di istituzioni decentrate come regioni e comuni.
Passato in Calabria, ebbe il compito di reprimere le rivolte dei contadini fedeli ai Borboni.
Nel 1862, Mario scrisse La camicia rossa, memoriale sulla spedizione dei Mille pubblicato in lingua inglese. Partecipò alla campagna del 1866 al comando di alcune unità di flottiglia sul Lago di Garda.
Nel gennaio del 1863 fu eletto alla Camera dei deputati del Regno d'Italia nel collegio di Modica, ma tramite una lettera di dimise l'11 marzo. Nella lettera dichiarava che "essendo egli di fede repubblicana non accettava la deputazione".
Nel 1867 fu con Garibaldi a Monterotondo e a Mentana.
Compiutasi l'unità d'Italia, si dedicò a tempo pieno al giornalismo: diresse La Provincia di Mantova (1872-1874), la Rivista Repubblicana (1878-1879), la Lega della Democrazia (1880-1883) sempre su posizione federaliste, seguace di quel Cattaneo che aveva celebrato nel 1870, a un anno dalla morte,  con un libro dal titolo significativo, La mente di Carlo Cattaneo.
Dal 1862 al 1866 risiedette collina di Bellosguardo a Firenze. Dopo l'annessione del Veneto, si ristabilì nella natia Lendinara insieme alla moglie Jessie, impegnandosi per alcuni anni nella vita culturale e nella lotta politica locale come consigliere provinciale di opposizione.
Morì a Lendinara il 2 giugno 1883.

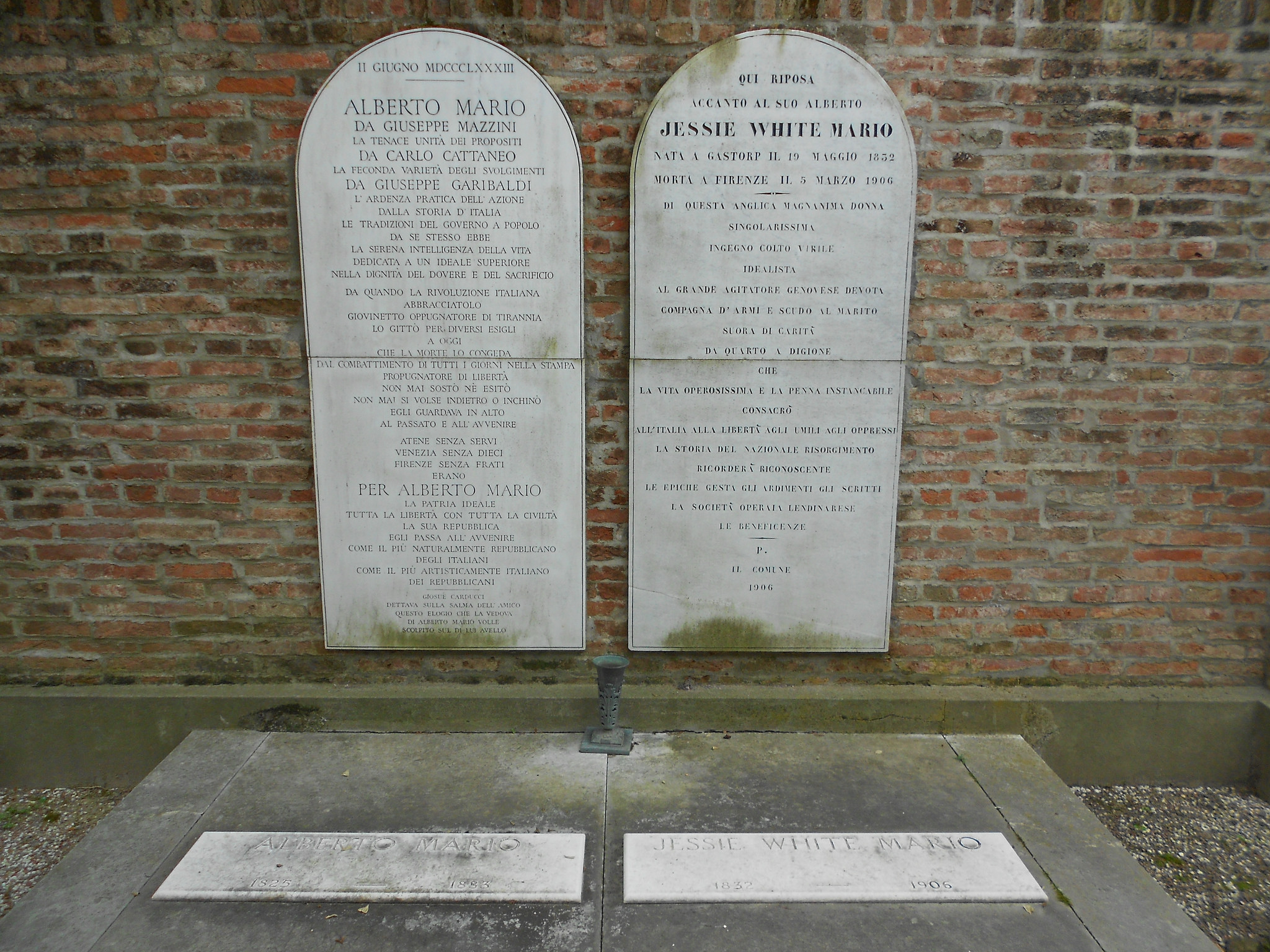
Tomba di Alberto Mario e Jessie White Mario nel cimitero di Lendinara

Sulla sua tomba, ora nel cimitero di Lendinara, la vedova Jessie White volle fosse riportato il seguente brano dell'orazione funebre che Giosuè Carducci tenne di fronte alla salma:
la tenace unità dei propositi

Da Carlo Cattaneo

la feconda varietà degli svolgimenti

Da Giuseppe Garibaldi

l'ardenza pratica dell'azione

Dalla storia d'Italia

la tradizione del governo a popolo

Da se stesso ebbe

la serena intelligenza della vita

dedicata a un ideale superiore

nella dignità del dovere e del sacrificio

Da quando la rivoluzione italiana abbracciatolo

giovinetto oppugnatore di tirannia

lo gittò per diversi esigli

a oggi che la morte lo congeda

dal combattimento di tutti i giorni sulla terra

propugnatore di libertà

non mai sostò né esitò

non mai si volse indietro o inchinò

egli guardava in alto al passato e all'avvenire

Atene senza servi

Venezia senza dieci

Firenze senza frati

erano per Alberto Mario

la patria ideale

Tutta la libertà con tutta la civiltà

la sua repubblica

Egli passa all'avvenire

come il più naturalmente repubblicano degli italiani

come il più artisticamente italiano dei repubblicani»
(Giosuè Carducci)

## Opere
- Italia e Francia (1859)
- La schiavitù e il pensiero (1860)
- I nostri filosofi contemporanei (1862)
- La questione religiosa di ieri e di oggi (1867)
- La mente di Carlo Cattaneo (1870)
- La camicia rossa (1870)
- I Mille (1876)
- Teste e figure (1877)
- Garibaldi (1879)